# انقلاب 1948 في تشيكوسلوفاكيا
انقلاب تشيكوسلوفاكيا 1948 (بالتشيكي: Únor 1948 ;بالسلوفاكي: Február 1948) هو انقلاب حصل في فبراير عام 1948 م، أدى إلى وصول الحزب الشيوعي التشيكوسلوفاكي المدعوم سوفيتيا إلى سدة الحكم في البلاد.
يعرف الانقلاب باسم «فبراير المنتصر» في الحقبة الشيوعية- كونه حصل في أواخر فبراير، حين تولّى فيه الحزب الشيوعي التشيكوسلوفاكي بدعم من السوفيت، زمام السيطرة على حكومة تشيكوسلوفاكيا، معلنًا بداية أربعة عقود من الحكم الشيوعي في البلاد.
امتدت أهمية الانقلاب إلى ما بعد حدود الدولة، إذ كان علامة واضحة على طول الطريق المتطور مسبقًا والمؤدي إلى الحرب الباردة المكتملة. أثار هذا الحدث قلق الدول الغربية وساعد في تسريع اعتماد مشروع مارشال، وإنشاء دولة في ألمانيا الغربية، واتخاذ تدابير صارمة لإبقاء الشيوعيين خارج السلطة في فرنسا واليونان وخاصة إيطاليا، والمضي قدمًا نحو الأمن المتبادل الذي أدى خلال أكثر من عام بقليل إلى إنشاء حلف الناتو والرسم النهائي للستار الحديدي حتى ثورات 1989.

## خلفية الأحداث

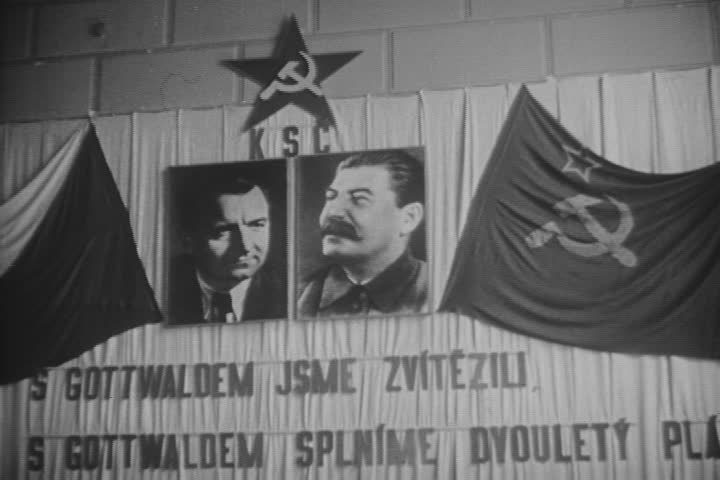
حملة إعلامية لتأييد الشيوعية في تشيكوسلوفاكيا عام 1947

في أعقاب الحرب العالمية الثانية، كان الحزب الشيوعي التشيكوسلوفاكي (KSČ) في موقع مناسب. إذ إن تأثيره القوي على سياسة تشيكوسلوفاكيا منذ عشرينيات القرن العشرين، وسجِلّه النظيف في زمن الحرب وتعاونه مع الأحزاب غير الشيوعية، وتماهيه مع الاتحاد السوفيتي وتصميمه على أن يصبح القوة السياسية الرائدة في البلاد دون إثارة قلق الغرب (إستراتيجية اتبعتها أيضًا الأحزاب الشيوعية في إيطاليا وفرنسا)، تواكبت جميعها مع المعارضة الشعبية للحكم النازي، والتوق إلى التغيير الحقيقي الذي تبعه، والواقع السياسي الجديد للحياة داخل المدار السوفيتي لبلوغ زيادة في عدد الأعضاء من 40 ألف في عام 1945 إلى 1.35 مليون في عام 1948. علاوة على ذلك، نظر السوفيت إلى البلاد على أنها جائزة إستراتيجية: تتاخم حدود ألمانيا الغربية وتتباهى برواسب اليورانيوم حول ياخيموف. مع ذلك، قال زعيم الحزب كليمنت غوتوالد في عام 1945 إنه «على الرغم من الوضع المواتي، فإن الهدف التالي ليس السوفيت والاشتراكية، بل تنفيذ ثورة وطنية ديمقراطية شاملة حقًا»، فربط حزبه بالتقاليد الديمقراطية التشيكوسلوفاكية (ادعى أيضًا أنه تلميذ لتوماس ماساريك) وبالقومية التشيكية من خلال الاستفادة من المشاعر الشعبية المعادية لألمانيا. خلال بداية فترة ما بعد الحرب، بالعمل مع الأحزاب الأخرى في ائتلاف يسمى الجبهة الوطنية، حافظ الشيوعيون على مظهر استعدادهم للعمل داخل النظام.
هكذا، في انتخابات عام 1946، فاز الحزب الشيوعي التشيكوسلوفاكي بنسبة 38% من الأصوات. كان هذا أفضل أداء على الإطلاق لحزب شيوعي أوروبي في انتخابات حرة، وأكثر بكثير من النسبة 22% التي فاز بها نظراؤهم الهنغاريون في العام التالي في الانتخابات الوحيدة -الحرة النزيهة- في فترة ما بعد الحرب في منطقة النفوذ السوفيتي. لم ينتمِ الرئيس إدوارد بينش للشيوعية، ولكنه كان على أتم الاستعداد للتعاون مع السوفيت، آملًا في ضبط النفس من جانب قوات الحلفاء، فدعا غوتوالد ليتولى منصب رئيس الوزراء. كانت الحكومة ما تزال تتمتع بأغلبية غير شيوعية (تسعة شيوعيين مقابل سبعة عشر من غير الشيوعيين)، إلا أن الحزب الشيوعي التشيكوسلوفاكي حظي بسيطرة مبدئية على الشرطة والقوات المسلحة، وهيمن على الوزارات الرئيسة الأخرى مثل الوزارات التي تتعامل مع الدعاية والتعليم والرعاية الاجتماعية والزراعة، وسرعان ما سيطر أيضًا على الخدمة المدنية.
مع ذلك، بحلول صيف 1947 كان الحزب الشيوعي التشيكوسلوفاكي قد عزل كتلًا كاملة من الناخبين المحتمَلين. كانت أنشطة الشرطة -التي يرأسها وزير الداخلية الشيوعي فاتسلاف نوسيك- مسيئة بشدة للعديد من المواطنين؛ فعارض المزارعون الحديث عن الزراعة الجماعية، وكان بعض العمال غاضبين من مطالب الشيوعيين بزيادة الإنتاج دون منح أجور أعلى. كان التوقع العام أن الشيوعيين سيُهزمون بهدوء في انتخابات مايو 1948. في سبتمبر من تلك السنة، عُقد أول اجتماع للكومنفورم، ولاحظ أندريه جدانوف أن النصر السوفيتي ساعد في تحقيق «النصر الكامل للطبقة العاملة على البرجوازية في كل أراضي أوروبا الشرقية باستثناء تشيكوسلوفاكيا، حيث لم تُحسم المنافسة على السلطة بعد». هذا عنى بوضوح أن الحزب الشيوعي التشيكوسلوفاكي ينبغي أن يسرّع جهوده لتولّي زمام السلطة الكاملة. عُزّزت هذه الفكرة خلال ربيع براغ، عندما فُتح أرشيف الحزب وأظهر أن ستالين تخلّى بالكامل عن فكرة المسار البرلماني لتشيكوسلوفاكيا عندما تعثرت الأحزاب الشيوعية في فرنسا وإيطاليا في عامي 1947 و 1948.
مثّل القائد الثاني في الحزب الشيوعي التشيكوسلوفاكي، الأمين العام رودولف سلانسكي، الحزبَ الشيوعي التشيكوسلوفاكي في الاجتماع. عاد إلى براغ مع خطة للاستيلاء النهائي على السلطة. علّق سلانسكي «كما في المجال الدولي، لقد واصلنا الهجوم على الجبهة الداخلية أيضًا». اتّبع الحزب الشيوعي التشيكوسلوفاكي إستراتيجية ذات شقين. عرف الحزب أنه يتعين عليه الحفاظ على واجهة العمل ضمن النظام السياسي الانتخابي وكان مدركًا لأن الانقلاب الثوري سيكون غير مقبول. ورغب في الحصول على أغلبية مطلقة في الانتخابات المقرَّر إجراؤها عام 1948، ولكن تفكُّك الائتلاف اليساري جعل هذا الأمر غير واقعي، ما دفع الحزب إلى العمل خارج البرلمان. هدف تنظيم المظاهرات -«العفوية» للتعبير عن «إرادة الشعب»- وزيارات وفود العمال المستمرة للبرلمان إلى ضمان «حشد الجماهير».

## وقائع الانقلاب
خلال شتاء 1947-1948، أدى التوتر بين الشيوعيين وخصومهم -في كل من مجلس الوزراء والبرلمان- إلى نزاع مرير متصاعد. وصلت الأمور إلى ذروتها في فبراير 1948، عندما مدّد نوسيك سلطاته بشكل غير قانوني من خلال محاولة تطهير العناصر غير الشيوعية المتبقية في قوة الشرطة الوطنية. حوِّل جهاز الأمن والشرطة إلى أدوات للحزب الشيوعي التشيكوسلوفاكي، فطبقًا لجون غرنفيل، بدأت الحريات المدنية الأساسية تتعرّض للخطر.
في 12 فبراير، طالب غير الشيوعيين في مجلس الوزراء بمعاقبة الشيوعيين المخالفين في الحكومة ووضع حد لتخريبهم المفترض. رفض نوسيك -بدعم من غوتوالد- الخضوع. هدّد هو وزملاؤه الشيوعيون باستخدام القوة، ومن أجل تجنب الهزيمة في البرلمان، حشدوا جماعات من مؤيديهم في البلاد. في 21 فبراير، استقال اثنا عشر وزيرًا غير شيوعي احتجاجًا على رفض نوسيك إعادة ثمانية من كبار ضباط الشرطة غير الشيوعيين إلى مناصبهم على الرغم من تصويت أغلبية مجلس الوزراء لصالح القيام بذلك. بقي معظم الوزراء في مناصبهم، ولم يخْفِ الزعيم الاشتراكي الديمقراطي زدينيك فيرلينغر دعمه للشيوعيين.
افترض غير الشيوعيين أن بينش سيرفض قبول استقالاتهم، ويبقيهم في حكومة تصريف الأعمال، وبهذه العملية يحرجون الشيوعيين بما يكفي لجعلهم يستسلمون. أصرّ بينش في البداية على أنه لا يمكن تشكيل حكومة جديدة لا تضم وزراء من الأحزاب غير الشيوعية. ومع ذلك، أدى جوّ من التوتر المتصاعد -بالإضافة إلى مظاهرات حاشدة بقيادة الشيوعية في جميع أنحاء البلاد- إلى إقناع بينش بالبقاء على الحياد بشأن هذه القضية، خوفًا من إثارة الحزب الشيوعي التشيكوسلوفاكي للتمرد وإعطاء الجيش الأحمر ذريعة لغزو البلاد واستعادة النظام.
حسب رأي المؤرخ غرنفيل، لو أن بينش تمسّك بموقفه، لما تمكن الشيوعيون من تشكيل حكومة. اعتقد المؤرخ بوجود طريقتين فقط غير عنيفتين لحل الأزمة، وهما إفساح الطريق لغير الشيوعيين أو المخاطرة بالهزيمة في الانتخابات المبكرة التي لن يتمكن الحزب الشيوعي التشيكوسلوفاكي من التلاعب بها لضيق الوقت. رأى غير الشيوعيين هذا بمثابة فرصة سانحة، واحتاجوا إلى التصرف بسرعة قبل أن يسيطر الشيوعيون سيطرةً تامة على الشرطة ويهدّدوا العملية الانتخابية.
في الوقت نفسه، بدا أن الوزراء غير الشيوعيين يتصرفون كما لو كان هذا مجرد أزمة حكومية قديمة الطراز تعود إلى ما قبل عام 1939، إذ لم يخطر في بالهم أن الشيوعيين كانوا يحشدون قاعدة شعبية للاستيلاء على السلطة بأكملها. عاد نائب وزير الخارجية السوفيتي فاليريان زورين -الذي كان سفيرًا لبلاده في تشيكوسلوفاكيا من 1945 إلى 1947- إلى براغ للمساعدة في الترتيبات النهائية للانقلاب. استولت الميليشيات المسلحة والشرطة على براغ، وتصاعدت المظاهرات الشيوعية، وفُرّقت مظاهرة طلابية مناهضة للشيوعية. جرى احتلال وزارات الوزراء غير الشيوعيين، وطرد موظفو الخدمة المدنية ومنع الوزراء من دخول وزاراتهم. بقي الجيش -الذي كان بقيادة وزير الدفاع لودفيك سفوبودا الذي كان محايدًا رسميًا ولكنه سهّل التسلل الشيوعي إلى سلك الضباط- داخل الثكنات ولم يتدخل.
شُكّلت «لجان العمل» الشيوعية وميليشيات النقابات العمالية بسرعة، وسُلّحت، وأُرسلت إلى الشوارع، فضلًا عن استعدادها لتنفيذ عمليات التطهير للمناهضين للشيوعية. في خطاب ألقاه غوتوالد أمام 100 ألف من هؤلاء الأشخاص، هدّد بالإضراب العام ما لم يوافق بينش على تشكيل حكومة جديدة يهيمن عليها الشيوعيون. عرض زورين في وقت ما خدمات الجيش الأحمر التي كانت تخيم على حدود البلاد. ومع ذلك، رفض غوتوالد  العرض، معتقدًا أن التهديد بالعنف المقترن بالضغط السياسي الشديد سيكون كافيًا لإجبار بينش على الاستسلام. إذ قال بعد الانقلاب «يعرف بينش ما هي القوة، وذلك دفعه إلى تقييم هذا [الوضع] بشكل واقعي».
في 25 فبراير 1948، استسلم بينش خوفًا من إشعال الحرب الأهلية وتدخل السوفيت. وقبِل استقالات الوزراء غير الشيوعيين وعيّن حكومة جديدة وفقًا لمطالب الحزب الشيوعي التشيكوسلوفاكي. بقي غوتوالد في منصب رئيس وزراء حكومة يسيطر عليها الشيوعيون والديمقراطيون الاشتراكيون المؤيدون لموسكو. كان زعيم الديموقراطيين الاشتراكيين -فيرلينغر- مؤيدًا لتوثيق العلاقات مع الشيوعيين لبعض الوقت، كما ذُكر أعلاه، وقف إلى جانب الشيوعيين علانيةً خلال النزاع. ما يزال أعضاء حزب الشعب والحزب الاجتماعي الوطني التشيكي والأحزاب الديمقراطية السلوفاكية يمثّلون ائتلافًا اسميًا. مع ذلك، استولى المتعاطفون الشيوعيون على الأحزاب الأخرى، وكان الوزراء الذين يستخدمون هذه المسميات رفقاء دربٍ اختارهم الشيوعيون. عُثر على وزير الخارجية جان ماساريك -الوزير الأقدم الوحيد الذي لم يكن شيوعيًا ولا رفيق درب- ميتًا بعد أسبوعين خارج نافذته في الطابق الثالث. اعتقد بعض الأصدقاء والمعجبين أن ماساريك انتحر بسبب اليأس. ومع ذلك، كانت هناك شكوك غربية طال أمدها بأنه أُلقي بالفعل حتى وفاته، وهي فرضية أكّدها لاحقًا الأرشيف السوفيتي وفقًا لما قاله لورانس إس. كابلان.
بعد الانقلاب، تحرّك الشيوعيون بسرعة لترسيخ سلطتهم. طردوا الآلاف واعتقلوا المئات. فرّ الآلاف من البلاد لتجنب العيش في ظل الشيوعية. سرعان ما خضعت الجمعية الوطنية -المنتخَبة بحرية قبل عامين- ومنحت حكومةَ غوتوالد المجدّدة تصويت الثقة في مارس. كانت النتيجة 230-0 بالإجماع، على الرغم من استقالة تسعة من النواب بعد الانقلاب.